# Верхняя Вабля
Верхняя Вабля — деревня в Конышёвском районе Курской области России. Входит в состав Малогородьковского сельсовета.

## География
Деревня находится на реке Вабля (приток реки Прутище в бассейне Сейма), в 73 км от российско-украинской границы, в 54 км к северо-западу от Курска, в 15 км к северо-востоку от районного центра — посёлка городского типа Конышёвка, в 6 км от центра сельсовета — села Малое Городьково.
Климат
Верхняя Вабля, как и весь район, расположено в поясе умеренно континентального климата с тёплым летом и относительно тёплой зимой (Dfb в классификации Кёппена).
Часовой пояс
Деревня Верхняя Вабля, как и вся Курская область, находится в часовой зоне МСК (московское время). Смещение применяемого времени относительно UTC составляет +3:00.

## Население
| 2002 | 2010 |
| ---- | ---- |
| 25   | ↘6   |

## Инфраструктура
Личное подсобное хозяйство. В деревне 21 дом.

## Транспорт
Верхняя Вабля находится в 67 км от автодороги федерального значения М3 «Украина» (Москва — Калуга — Брянск — граница с Украиной), в 30,5 км от автодороги М2 «Крым» (Москва — Тула — Орёл — Курск — Белгород — граница с Украиной), в 38 км от автодороги А142 (Тросна — М-3 «Украина»), в 17,5 км от автодороги регионального значения 38К-038 (Фатеж — Дмитриев), в 4,5 км от автодороги 38К-005 (Конышёвка — Жигаево — 38К-038), в 31 км от автодороги 38К-017 (Курск — Льгов — Рыльск — граница с Украиной), в 2 км от автодороги межмуниципального значения 38Н-136 (38К-005 — Малое Городьково — Большое Городьково), в 10,5 км от ближайшего ж/д остановочного пункта 552 км (линия Навля — Льгов I).
В 161 км от аэропорта имени В. Г. Шухова (недалеко от Белгорода).